# 回聲報 (法國)
《回声报》（法語：Les Échos，法語發音：[lez‿eko]）是法国经济类日报之一，目前为法国LVMH集团旗下的子公司。

## 历史背景
罗贝尔和埃米尔·塞尔旺-施赖伯兄弟于1908年创办了《出口回声报》（Les Échos de l’Exportation），最初，该报纸是专营五金制品及缝纫用品出口业务的施赖伯-阿龙松家族企业（Maison Schreiber & Aronson）进行对外宣传的工具。
二十年后，该报纸从创办之初的月刊变为了日报，并易名为《回声报》，从此成为了一份经济报纸。然而，二战期间的停刊等原因使它在战后又一次删版为廖廖几页的半周刊。
二十世纪五十年代，施赖伯兄弟的子女决心重振家业。1953年，在让-雅克·塞尔旺-施赖伯的支持下发行了取名为《快报》的增刊，如今该周刊已从该报纸中独立出来。
塞尔旺-施赖伯家族的内部斗争最终迫使他们在1963年将该报纸卖给皮埃尔·贝图和雅克利娜·贝图夫妇，而后者在接管后对其进行了一系列创新及发展式改革。从1976年起，雅克利娜因其丈夫的过世而独自掌管经营权。1986年，尼古拉·贝图（她的非嫡亲外孙）被任命为该报纸编辑部主任，并于1996年担任主编一职。
1988年，贝图夫人将《回声报》转卖给了《金融时报》的母公司英国培生出版集团。然而，法国政府并不赞赏贝图夫人将《回声报》集团出售给外国集团，尤其是经济财政部长爱德华·巴拉迪尔，他强烈反对这笔交易，并在1988年初指出“培生集团的共同体性质尚未牢固确立”。经过激烈的争夺，《回声报》集团67%的股份以8.8亿法郎的价格被出售，培生集团对剩余33%股份的收购于1989年完成。贝图夫人与报社的新股东发生分歧，于次年离职。
2004年《回声报》经历了重大改版，当时的广告宣传还荣获了EPICA广告年度大奖。
2004年10月，尼古拉·贝图离开了《回声报》并就职于《费加罗报》，主编一职由当时编辑部第二把手雅克·巴罗（Jacques Barraux）接任。
2007年6月，英国培生出版集团对外宣称希望出售《回声报》。随即，法国亿万富翁贝尔纳·阿尔诺产业下的酩悅·軒尼詩－路易·威登集團（LVMH），即另一家经济日报《论坛报》的东家宣布有意收购该日报。此举因日报的新闻独立性等问题遭到了《回声报》编辑部门的强烈反对。
2007年7月12日，由马克·拉德雷·德·拉沙里埃管理的金融评级机构FIMALAC同样提出了一套收购计划，该计划得到了《回声报》记者的一致认可。

## 内容简介
《回声报》的内容主要包括法国及国际经济金融资讯、股市行情分析、高科技发展趋势介绍，另外，“创见版”（des pages Idées）及“辩论版”（des pages Débats）提供了一个讨论的平台，由著名的经济学家各抒己见，畅谈经济远景。

## 报纸主页
lesechos.fr创建于1996年，是集经济金融股市等资讯于一体的网站，内容主要基于每日清晨发行的《回声报》纸质版报纸上刊登的文章，并在一天内不断发表由网络编辑部提供的各类资讯。网站还包含几位专家的博客。
2006年9月4日，在《回声报》网站成立十周年庆典之际，该网站经历了重大的改版，内容更为丰富，形式更为新颖，此次改版不仅增强了网站的互动性，同时还紧跟网页浏览的新潮流，加入了更多网络2.0（Web 2.0）的新元素。
2007年1月20日，该网站开通了刊登各大企业官方外宣文件的“企业外宣”频道。为了做到企业财政透明，《回声报》“企业外宣”频道为各上市企业在欧盟范围内搭建了刊登财务状况等信息的平台。

## 电子《回声报》
2007年9月12日，该公司正式对外推出了世界上首张运用电子墨水技术的电子报纸（电子《回声报》）。此项订阅服务的内容包括《回声报》的所有文章，读者还可从格林尼治时间每日清晨六点起不断接收到由《回声报》电子编辑部提供的经济金融财政等资讯。《回声报》还与法新社强强联手，及时提供政治、文化、体育等领域的国内外快讯。另外，读者还能下载由培生教育（Pearson Education）、纳唐出版社（Nathan），弗拉马利翁出版社（Flammarion）、阿歇特出版公司（Hachette Editions）、M21等出版机构提供的各类电子书籍。
读者可以在多款电子阅读器上浏览电子《回声报》：一款是专为电子《回声报》度身定做的阅读器，另一款为IREX公司推出的伊利亚特（Iliad）阅读器。电子《回声报》还可与市场上出售的几款主要电子阅读器兼容。另外，为了方便用户订阅，电子《回声报》专门开设了专营电子读物的网上书店。